# Pelle Molin
Per/Petrus "Pelle" Molin, född 8 juli 1864 i Tjäll i Multrå församling i Ångermanland, död 26 april 1896 i Bodø i Norge, var en svensk författare och konstnär.

## Biografi
Pelle Molin var son till hemmansägaren Abraham Abrahamson Molin och Anna Helena Lidblom. Efter studier vid läroverken i Härnösand och Östersund, utan att lyckas avlägga mogenhetsexamen, fick Molin arbete som journalist vid Härnösandsposten 1884 där han stannade i ungefär två år. Under de åren funderade han på att utbilda sig till konstnär och inledde sommaren 1886 studier för Johan Tirén i Oviken. Han kom in på Konstakademien i Stockholm 1887 och deltog i undervisningen fram till 1889. Han räknades som en mycket nyckfull elev som arbetade högst sporadiskt och som ofta kom i konflikt med sina lärare. Officiellt uppflyttades han till en högre klass 1889 men med vissa studievillkor. Dessa passade inte Molin så han återvände utblottad till hembygden där han sökte sig till sin mors hemtrakter i Näsåker. Den vackra naturen och den nära kontakten med vardagen gav honom inspiration till ett flertal litterära produkter samt betydande konstverk.
För att måla en landskapsbild till den kommande världsutställningen i Stockholm 1897 gav sig Molin 1895 ut i bergmassivet Sulitelma. På grund av en förändring i vädret var han tvungen att tillbringa några dagar i en bivack, och fick då en obotlig sjukdom som han dog av i april 1896.
Det verk han är mest känd för, novellsamlingen Ådalens poesi, utkom 1897 efter hans död. De flesta texterna hade varit införda i olika tidningar. Klassiska berättelser ur samlingen är Kams och En ringdans medan mor väntar, där mannen som i ödemarken ska hämta barnmorskan till hustrun blir fördröjd av mötet med en björn. Pelle Molin är jämte Per Hallström en pionjär inom vildmarksromantiken i Sverige och de var de första inom genren som vann verklig spridning. De flesta av Pelle Molins berättelser skrevs, eller påbörjades, i Näsåker. Men det gick långsamt och han hade det fattigt. Pelle Molins samlade skrifter utgavs 1964 av Erik Gamby och Lennart Hjelmstedt med dialektorden förklarade av Karl-Hampus Dahlstedt.
En första minnesutställning med hans konst visades på Gummesons konsthall i Stockholm 1916 och tack vare idogt arbete av Helge Dahlstedt med att lokalisera hans verk kunde en större utställning visas i Sollefteå 1938. Hans konst består av landskapsskildringar från Ådalsliden, Nämforsen, Kilforsen och Holaforsen i Nordnorge. Som målare var inte Molin särskilt produktiv, men då hans namn var välkänt, fast få visste hur hans konst såg ut, har många förfalskningar framställts.
Pelle Molin var regissören Lars Molins farfars bror.

## Filmatiseringar
Tre av berättelserna i Ådalens poesi utgör underlag för filmen Ådalens poesi, 1928. Även filmen Ådalens poesi från 1947 bygger på boken.

## Bilder

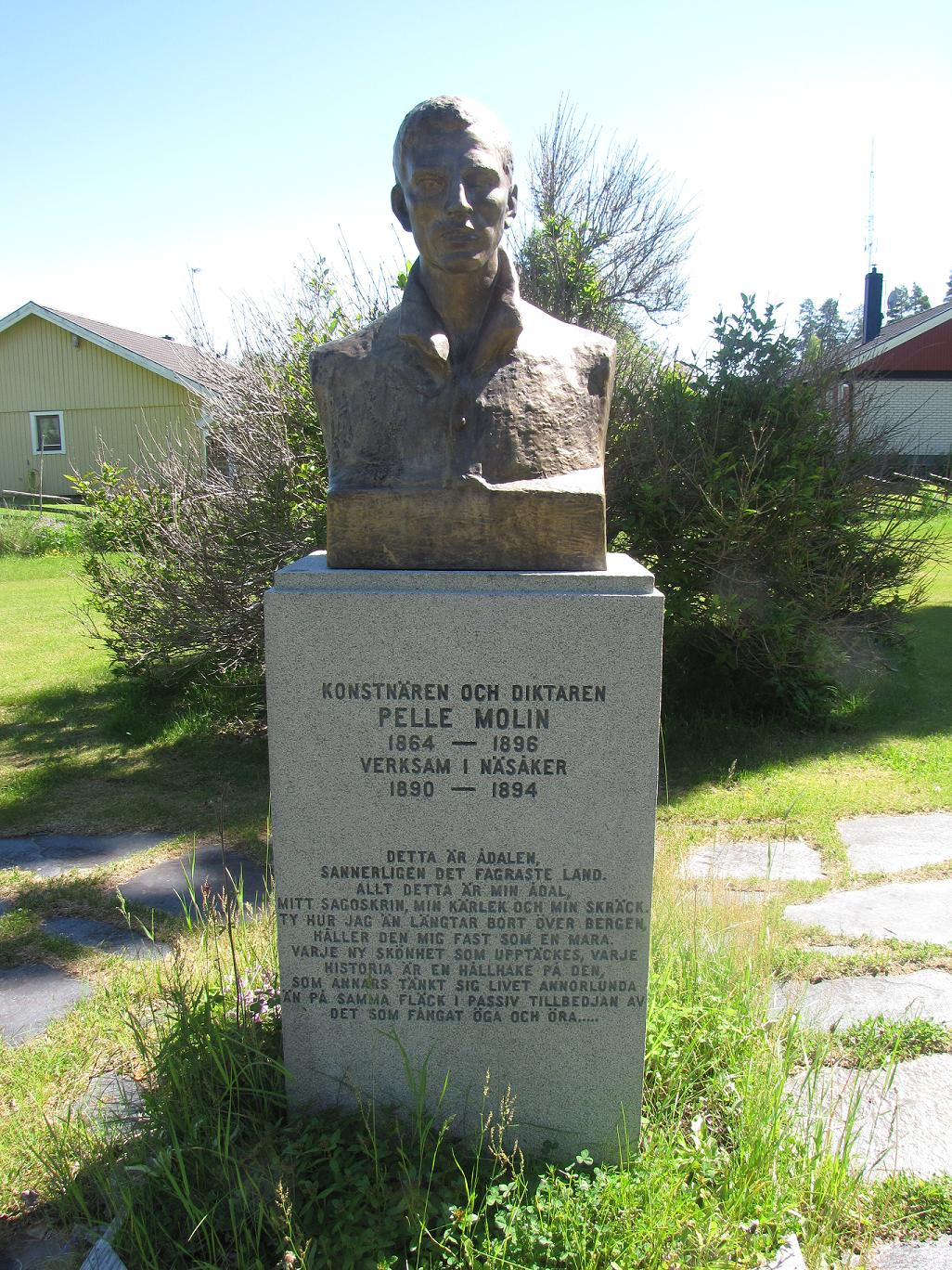
Bronsbyst utförd av Carl Frisendahl på 1920-talet. Uppställd vid Molins stuga i Näsåker.
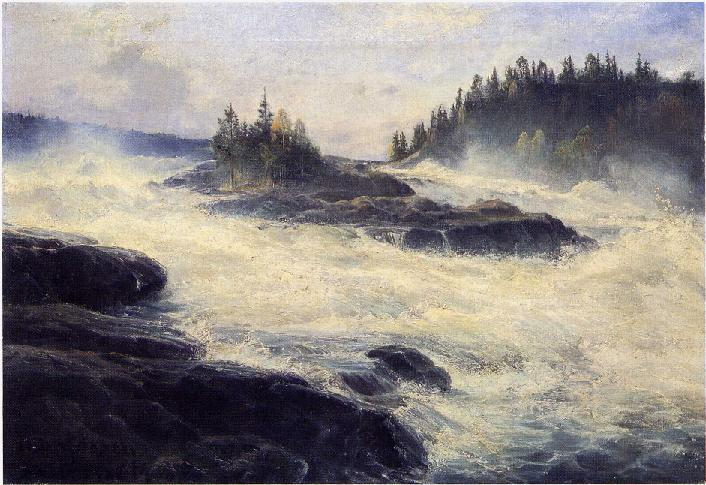
En av Pelle Molins målningar av Nämforsen.
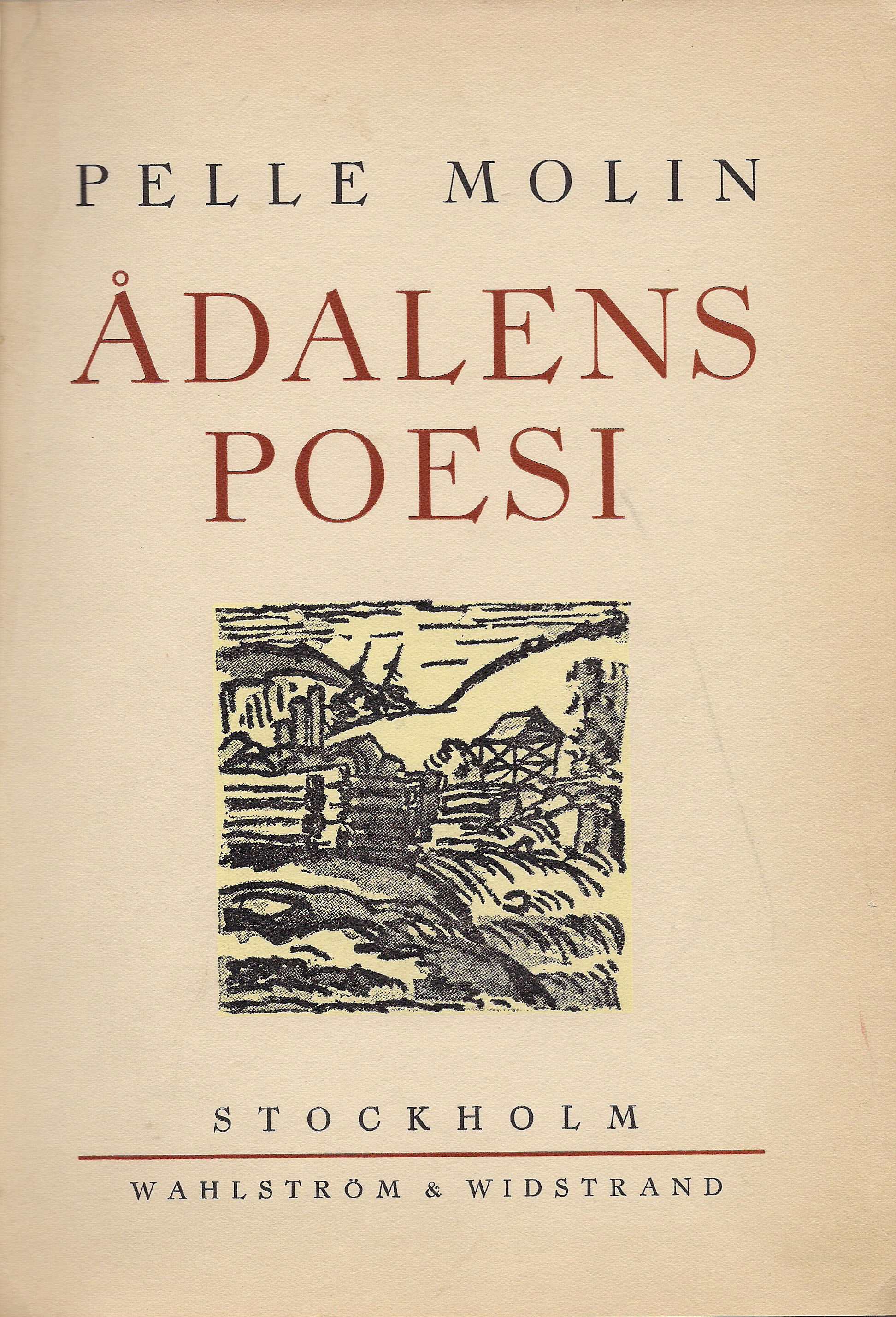
Omslaget till originalutgåvan av Ådalens poesi (1897).
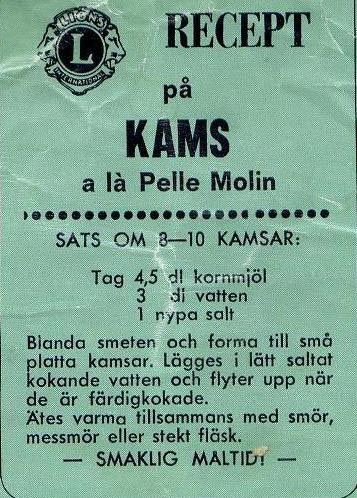
Recept på kams à la Pelle Molin.